# 滝上駅

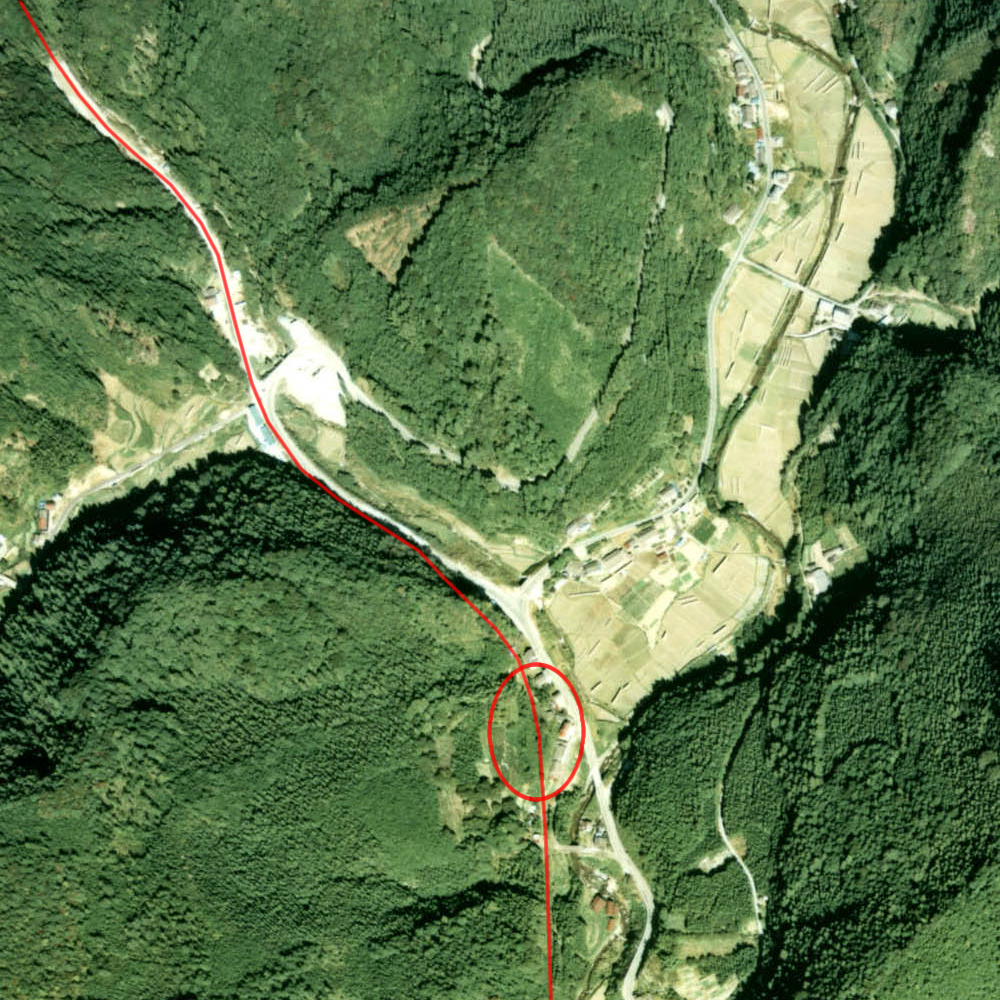
1977年の滝上駅跡とその周囲。赤で囲った場所に駅があった。赤い線は田口線の廃線跡。画像左上に稲目トンネルがある。

滝上駅（たきうええき）は、現在の愛知県新城市海老にかつて存在した豊橋鉄道田口線（旧・田口鉄道）の駅である。
廃止当時（1968年）の所在地は南設楽郡鳳来町。1956年までは南設楽郡海老町だった。

## 編年史
滝上駅は1949年（昭和24年）8月3日、田口鉄道により開設された。
田口鉄道は、現在のJR飯田線本長篠駅と北設楽郡設楽町を結んだ鉄道である。駅の開業と路線の開通の時期には大きな開きがあり、駅をはさむ三河海老駅から清崎駅までの区間が同鉄道の第二期線として開通したのは駅設置より20年近く前の1930年（昭和5年）のことである。
1956年（昭和31年）10月1日、田口鉄道が豊橋鉄道に合併されたため豊橋鉄道田口線の駅となる。それから8年後の1964年（昭和39年）、豊橋鉄道は赤字の拡大を理由に田口線の廃止を決定。路線の廃止は1968年（昭和43年）9月1日付であったが、その直前の8月29日に台風（台風10号）で被災して田峰駅から清崎駅までの区間が線路破壊により不通となり、滝上駅を含む三河海老以北の区間は運転していなかった。
廃線となった田口線はバスに転換された。2012年現在、田口線があったルートに沿って走るバスは豊鉄バス田口新城線である。愛知県道32号長篠東栄線を走行しており、駅名と同じ「滝上」という名のバス停がある。駅跡地はこのバス停留所の裏手で、そこには原型をとどめた駅のホームが残っている。

## 構造
片面ホーム1面1線で列車の行き違いが不可能な駅であった。駅員は配置されていない（無人駅）。

## 利用状況
1957年度の乗車人員は3万9千人（1日平均105人）で、そのうち約5割にあたる1万8千人が定期乗車券での利用客であった。この乗車人員は田口線の全11駅中で三河大草駅・長原前駅・三河大石駅に次い4番目に少ない。一方、貨物の取り扱いはない。

## 隣の駅
豊橋鉄道
田口線
三河海老駅 - 滝上駅 - 田峰駅